# 소니DADC재팬
소니DADC재팬(일본어: 株式会社ソニーDADCジャパン, 영어: Sony DADC Japan Inc.)은 소니의 자회사로 CD및 DVD, 블루레이 디스크 등을 제조한다. 주로 소니 뮤직 엔터테인먼트 소유의 음반을 제조하고 있다. 소니DADC재팬은 1968년 일본에 설립된 CBS 소니 레코드 주식회사가 시초이며 1991년 주식회사 소니 뮤직 엔터테인먼트 재팬에 인수되었다가 2009년에 소니 DADC재팬으로 분리되었다. 전 세계에서는 1983년 CBS와의 합작회사로 설립된 소니 디지털 오디오 디스크 코퍼레이션(Sony Digital Audio Disc Corporation),(Sony DADC)이라는 별도의 회사로 분리되어 있었으며 1985년 소니가 지분을 모두 인수하였다. 소니 DADC는 2011년 영국 폭동으로 인하여 영국 지사의 음반 창고가 전소되면서 음반시장에 영향을 미친적이 있다. 소니 DADC는 2014년 소니DADC재팬에 흡수 합병되었다. 현재 주식회사 소니 뮤직 엔터테인먼트 재팬이 지분을 100% 소유하고 있다.